# Дубов, Даниил Дмитриевич
Дании́л Дми́триевич Ду́бов (род. 18 апреля 1996[…], Москва[…]) — российский шахматист, гроссмейстер (2011), чемпион мира по рапиду (2018). Внук почётного члена ФИДЕ Эдуарда Дубова. Чемпион России (2022).

## Биография
Даниил Дубов родился 18 апреля 1996 года в Москве, окончил московскую физико-математическую школу № 444. Вырос в шахматной семье и вскоре тоже продолжил спортивную династию. В секцию пришел в возрасте шести лет. Занимался в перовской школе «Ориента». Первым тренером являлся Михаил Григорьевич Рывкин, которому удалось привить любовь к процессу, а потом перешел к Василию Владимировичу Гагарину.
Неоднократный призёр юношеских первенств России и Европы. Член юношеской сборной России. Победитель турнира «Юные звёзды мира» в Киришах в 2009 году. В 2009 году в составе сборной России выиграл юношескую Олимпиаду до 16 лет. Дубов выиграл чемпионат Москвы по быстрым шахматам 2011 года. Зимой 2012 года занял второе место на мемориале Таля, затем в июне 2012 года в Высшей лиге чемпионата России по шахматам в Тюмени, заслужил право играть в Суперфинале.
Участвовал в Кубке мира 2013. В первом раунде уверенно обыграл Сергея Федорчука (2 — 0). Во втором Дубов играл с опытным участником турнира, двукратным финалистом Русланом Пономарёвым. Дубов смог победить лишь в армагеддоне с итоговым счётом 5 — 4. В третьем раунде Дубов выбыл из турнира, проиграв Антону Коробову (1½ — 2½).
В декабре 2016 года на Чемпионате мира по блицу Дубов занял 3-е место.
В 2017 году выиграл Высшую лигу чемпионата России по шахматам в Сочи и получил право участвовать в Суперфинале.
На Кубке мира 2017 дошёл до стадии 1/8, обыграв Даниэля Фридмана (3½ — 2½), Сергея Карякина (1½ — ½) и Владислава Артемьева (1½ — ½). В 1/8 уступил будущему победителю Левону Ароняну (½ — 1½).
В декабре 2017 года года занял 3-е место в Суперфинале чемпионата России.
В эпоху карантина выиграл один из этапов Магнус Тура и выступил в финале престижного Интернет-соревнования. Призёр командного чемпионата России в составе «Молодежки» (Тюмень). Даниил Дубов — победитель онлайн Олимпиады (2020) в составе сборной России.
В начале марта 2022 года выступил против вторжения России на Украину, подписав открытое письмо 44 шахматистов Владимиру Путину.
Победитель Суперфинала чемпионата России 2022 года.
В декабре 2023 года занял 2-е место на чемпионате мира по блицу.
В декабре 2024 года занял 10-е место на чемпионате мира по блицу 2024 в США, одну из партий против Ханса Ниманна проспав из-за джетлага.
| Год  | Город           | Турнир                                  | +  | − | = | Результат | Место |
| ---- | --------------- | --------------------------------------- | -- | - | - | --------- | ----- |
| 2006 | Дагомыс         | Чемпионат России до 10 лет среди юношей |    |   |   |           | 3     |
|      | Херцег-Нови     | Чемпионат Европы до 10 лет среди юношей | 7  | 2 | 0 | 7 из 9    | 3     |
| 2008 | Херцег-Нови     | Чемпионат Европы до 12 лет среди юношей | 7  | 1 | 1 | 7½ из 9   | 2     |
| 2009 | Дагомыс         | Чемпионат России среди юношей до 16 лет | 4  | 0 | 5 | 6½ из 9   | 2     |
|      | Кириши          | "Юные звёзды мира"                      | 5  | 1 | 5 | 7½ из 11  | 1     |
| 2010 | Воронеж         | Воронеж Опен                            | 4  | 1 | 4 | 6 из 9    | 1     |
| 2011 | Москва          | Аэрофлот Опен A                         | 1  | 0 | 8 | 5 из 9    |       |
| 2011 | Экс-ле-Бен      | Чемпионат Европы                        | 4  | 3 | 4 | 6 из 11   |       |
| 2012 | Тюмень          | Чемпионат России                        | 5  | 1 | 5 | 7½ из 11  | 2     |
| 2016 | Доха            | Чемпионат мира по блицу                 | 10 | 2 | 9 | 14½ из 21 | 3     |
| 2017 | Сочи            | Высшая лига                             | 4  | 0 | 5 | 6½ из 9   | 1     |
| 2017 | Тбилиси         | Кубок мира                              |    |   |   |           | 1/8   |
| 2017 | Санкт-Петербург | Суперфинал чемпионата России            | 4  | 2 | 5 | 6½ из 11  | 3     |
| 2018 | Санкт-Петербург | Чемпионат мира по рапиду                | 7  | 0 | 8 | 11 из 15  | 1     |
| 2022 | Чебоксары       | Суперфинал чемпионата России            | 3  | 0 | 8 | 7 из 11   | 1     |
| 2023 | Самарканд       | Чемпионат мира по блицу                 |    |   |   | 15½       | 2     |

## Стиль игры
Как и большинство современных гроссмейстеров, Дубов играет в универсальном стиле.
Экс-тренер Каспарова Юрий Рафаэлович Дохоян в одном из интервью сказал:
Стиль Дубова трудно сравнить с кем-то из великих гроссмейстеров. Если брать (Сергея) Карякина, например, то его стиль в чём-то похож на (12-го чемпиона мира Анатолия) Карпова — это позиционная чистая игра. А стиль Дубова очень непонятный в определении. Он особенный шахматист. Настолько своеобразны его идеи, особенно дебютные, что они позволяют ему играть крайне остро, на грани фола. У каждого гроссмейстера есть недостатки, есть своя вкусовщина, даже у Гарри Кимовича такое было, но каждый большой шахматист, в которого вырастает Дубов, способен компенсировать их своими плюсами. Он может брать свое креативом, он все-таки видит шахматы по-иному, в отличие от многих других

## Участие в команде Магнуса Карлсена
В 2018 году Дубов был одним из секундантов Карлсена во время матча за звание чемпиона мира с Фабиано Каруаной.

В 2021 году Дубов помогал Магнусу Карлсену во время подготовки к матчу против Яна Непомнящего, что выяснилось после матча. В связи с этим некоторые российские шахматисты выразили свое недовольство. Сергей Карякин, претендент на звание чемпиона мира в 2016 году, написал в своём Twitter: 
«Представьте, что вам нужно сыграть матч на первенство мира против Карлсена. Примешь ли ты помощь, скажем, … Хаммера или Тари?»
 Позже, в одном из интервью ещё раз обозначил свою позицию: 
«Мне бы такое даже в голову не пришло. Я бы такое даже не рассматривал, ровно как и не пытался бы переманить кого-то из норвежцев. Я бы так никогда в жизни не поступил, но пусть это будет на его совести. Даня — сильный гроссмейстер, но его действия не находят у меня понимания»
 Также в критику Дубова высказался бывший исполнительный директор Российской шахматной федерации Илья Левитов: 
«Вчера вечером стало известно, что Магнусу на матче помогал Даниил. Я, честно говоря, не поверил сперва, но оказалось, правда. Как-то не могу уложить это в своей голове. Даниил так любит рассказывать, как он гордится выступать за сборную России, что у нас великая шахматная держава и мы всегда должны побеждать»
Сергей Шипов сказал:
«Эх, Даня, Даня… Ну зачем? За сколько? Почему нельзя было один матч отдохнуть… или прокомментировать его на любом интернет-ресурсе — ярко и талантливо! А теперь семена раздора брошены в сборную России. Получается классическая ситуация „чужой среди своих“. P. S. Думаю, что теперь Дубов не будет играть за сборную России. И это правильно»
Ян Непомнящий в интервью championat.com, задолго до старта матча на вопрос журналиста «По поводу Дубова вы сказали: „Не хочется его делать слугой двух господ“. То есть с одним „господином“ он всё-таки продолжит работать?» ответил: «Петер Хайне Нильсен (нынешний тренер Магнуса) раньше много лет работал с Виши Анандом. В какой-то момент он сменил штаб — ушёл к Магнусу. Если правильно помню, то в первом матче Карлсен — Ананд он не помогал никому. Не готовил Магнуса к игре против бывшего коллеги».

После окончания матча 2021 года Непомнящий заявил, что замечал идеи Дубова по ходу игры и считает, что именно после них он был ближе всего к победе, отметив, в частности, вторую и шестую партии: 
«Но от лица команды мы должны поблагодарить Дубова, потому что самые большие шансы на победу в отдельных партиях у меня были после тех идей, которые, судя по всему, принадлежат перу Даниила. Прежде всего это вторая партия. Очень интересная идея в „каталоне“, нужно отдать должное. Если до этой партии были некоторые сомнения относительно того, входит ли Даниил в команду Магнуса, то после неё они практически исчезли. Также, насколько я понимаю, в шестой партии порядок ходов был избран не без влияния Дубова. В принципе, и там и там у меня были довольно неплохие шансы на победу. Так что, помимо прочего, хочу поздравить его с большим успехом!»

В ответ на критику Дубов сказал: 
«То, что это может кому-то не понравиться — не новость. Не первый раз с этим сталкиваюсь. Отношусь к этому сравнительно спокойно. Для меня в этом проблемы нет. Думаю, для Яна тоже. Не знаю, откуда идёт, что россиянин не должен помогать иностранцу готовиться к титульному матчу с россиянином. Не от большого ума, наверное. Есть какие-то имперские амбиции — все против нас, все — враги. Особенно если у нас что-то не получается. Вообще логически на это всё можно взглянуть иначе. С точки зрения сборной России: один из лучших российских шахматистов, сравнительно молодой, поработал с лучшим шахматистом в истории — набрался опыта, который поможет в карьере. Например, после моего предыдущего сотрудничества с Магнусом я выиграл чемпионат мира по быстрым шахматам. Так тоже можно смотреть на ситуацию. А можно видеть именно в контексте свои — чужие»
По мнению Бориса Гельфанда, история с Дубовым «высосана из пальца».

## Награды
- Благодарность Президента Российской Федерации (1 апреля 2024 года) — за вклад в популяризацию отечественного шахматного движения[31].